# Manövrier-Marsch
Der Manövrier-Marsch wurde im Jahr 1836 vom österreichischen Militärkapellmeister Andreas Nemetz im Auftrag des Hofkriegsrates für die k.k. Armee komponiert und 1844 in dessen Lehrwerk Allgemeine Musikschule für Militärmusik veröffentlicht. Die Stimme der Kleinen Trommel im 6/8-Takt ist der Ursprung des heute in ganz Österreich gebräuchlichen Einschlagens.